# Чернігівобленерго
Чернігівобленерго — основним видом діяльності Компанії «Чернігівобленерго» є постачання електроенергії за регульованими тарифами та передача її місцевими електромережами 0,4 — 110 кВ.

## Історія
В 1995 році у зв‘язку з прийняттям Закону України «Про електроенергетику» ДЕП «Чернігівобленерго» реорганізоване у ДАЕК «Чернігівобленерго».

Остання реорганізація підприємств електромереж відбувалася у 1998 році. Північні та Південні високовольтні електромережі, а також 22 райони електромереж та Чернігівські міські електричні мережі, увійшли до складу новоутвореного відкритого акціонерного товариства енергопостачальна компанія «Чернігівобленерго».
Наприкінці жовтня 1999 року, після проведеної Компанією реконструкції, знову запрацювала Седнівська гідроелектростанція, що була введена в експлуатацію ще 1 січня 1954 року. Основне призначення цієї ГЕС — електрифікація смт. Седнів та прилеглих сіл. Седнівська ГЕС з перервами працювала до 1981 року, до того часу, коли її експлуатацію було припинено.

## Організаційна структура
Для транспортування електричної енергії до споживачів Компанія експлуатує 36 256 км повітряних та 1 511,5 км кабельних ліній електропередач різної напруги, близько 9 тисяч підстанцій. Підтримують дієздатність енергокомплексу 3 447 працівників. Компанія постачає електроенергію 558 932 побутовим споживачам та 11,5 тис. юридичним особам. За рік відпускається понад 1,5 млрд кВт годин електроенергії.

До складу Компанії входять 26 відокремлених підрозділів:
22 підрозділи районних електричних мереж, розташованих за територіальним принципом в районних центрах області, в обласному центрі знаходяться Чернігівські міські електромережі та Чернігівський РЕМ, будівельно-транспортне управління; 

2 підрозділи високовольтних електромереж знаходяться в м. Чернігові (Північні) та в м. Прилуки (Південне). Основною метою діяльності РЕМ є участь у виробничо-господарській діяльності Компанії, яка направлена на задоволення суспільних потреб споживачів в електричній енергії, або в інших послугах, що надаються Компанією. Предметом діяльності підрозділів високовольтних ЕМ є виконання функцій транспортування та розподіл електроенергії лініями 35-10 кВ.
БТУ виконує будівництво та ремонт будівель та споруд соціально-культурного призначення, технічне обслуговування, профілактичний та аварійний ремонт споруд. 

Компанія має дочірнє підприємство — фірму «Універсалмаркет», яка виконує будівельно-монтажні роботи та надає інші індивідуальні послуги (зокрема виконує електромонтажні роботи).

## Діяльність

Фінансові показники компанії

Середньооблікова чисельність штатних працівників облікового складу 3 447 осіб.
Основний вид діяльності Компанії — передача електричної енергії місцевими (локальними) електромережами та постачання електричної енергії споживачам за регульованими тарифами. Плата за передачу електроенергії здійснюється за тарифами, затвердженими НКРЕ. Компанія закуповує електричну енергію в ДП «Енргоринок» та ТОВ «СлавЕнергоІнвест» i надалі продає її споживачам області. Тарифи для споживачів регулються НКРЕ i містять у собі витрати на куповану електроенергію, її передачу та збут.

Господарська діяльність фінансується за рахунок власних коштів, що сплачується за відпущену електроенергію. Надходження коштів з інших джерел є незначним. У разі недостатньої кількості обігових коштів для поточних потреб, Компанія залучає додаткові суми шляхом отримання банківських кредитів.

Зареєстрований статутний капітал 29829506 грн.

Власником контрольного пакета компанії є компанії зареєстровані в офшорній зоні Кіпру. За даними ЗМІ — це афільовані структури Григорія Суркіса.

- Larva Investments Limited — 24,992%
- Bikontia Enterprises Limited — 24,992%
- LEX PERFECTA LIMITED — 15,064%
- MARGAROZA COMMERCIAL LIMITED — 10,0427%.

Також є версія, що Чернігівобленерго належить олігарху Костянтину Григоришину.